# Dekenij van de lakenwevers

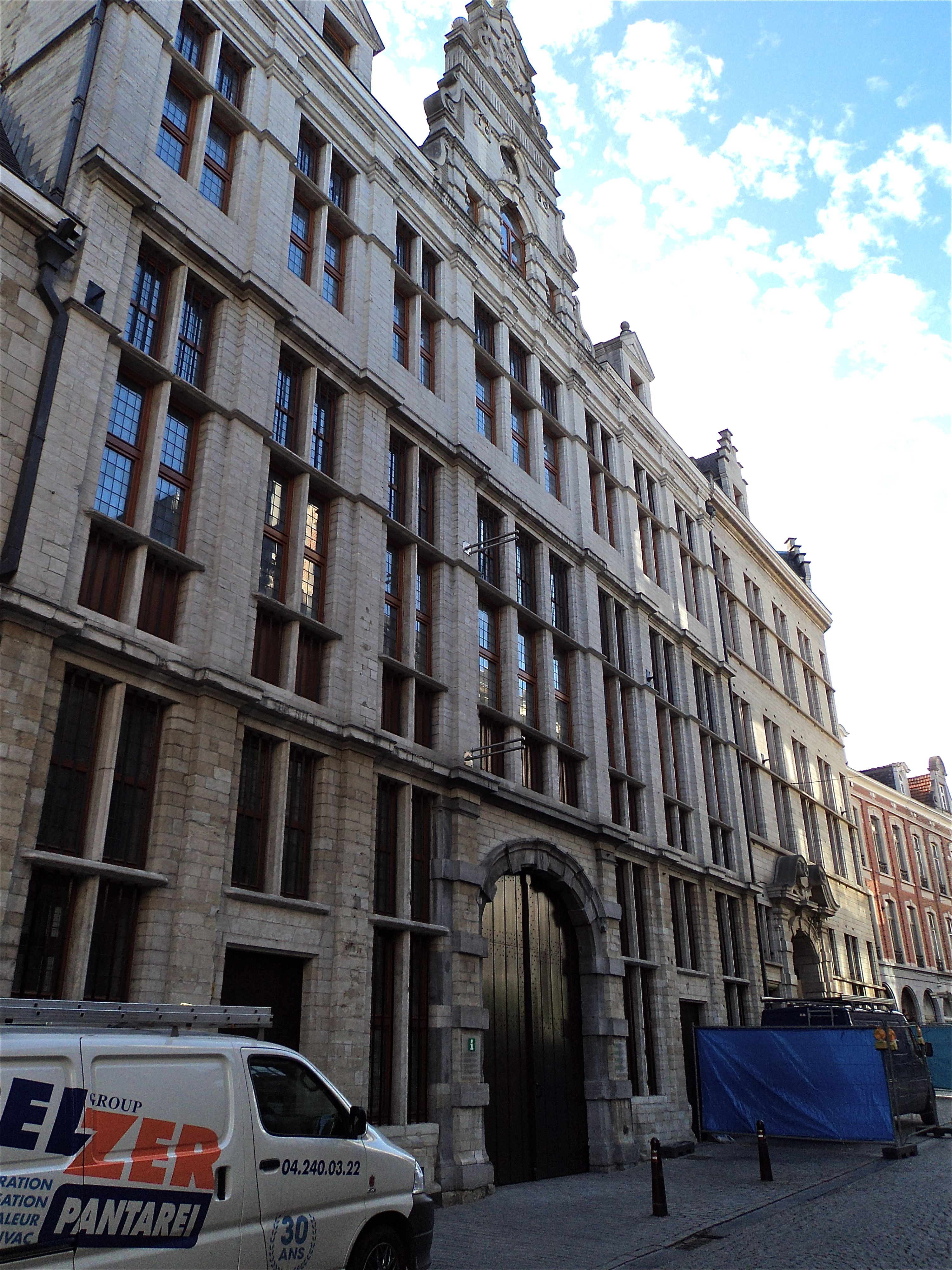
Dekenij van de lakenwevers van Leuven (Naamsestraat), schuin tegenover hun oude plek, de Lakenhal.

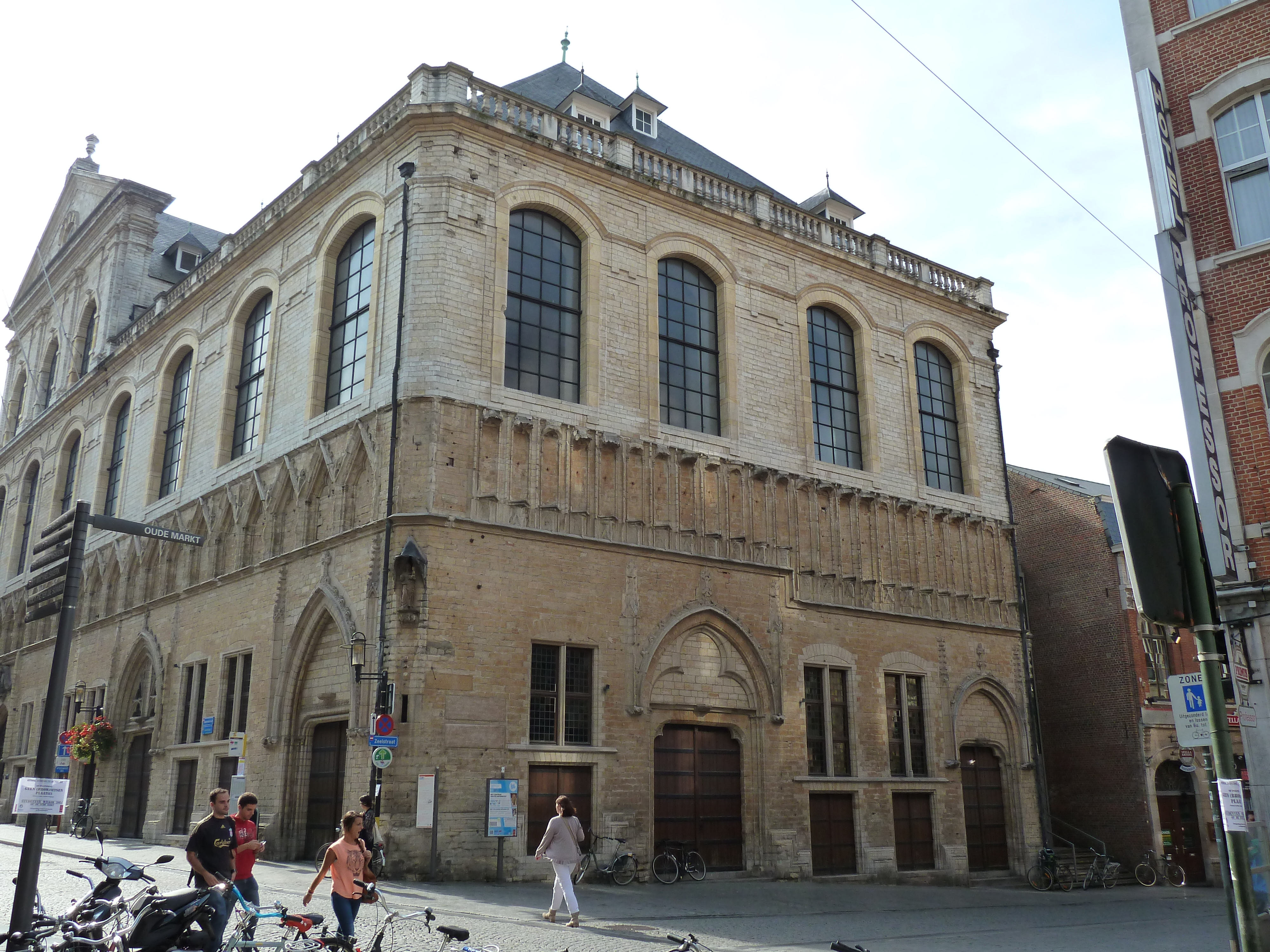
Lakenhal in de Naamsestraat, de eerste werkplek van de dekens

De Dekenij van de lakenwevers (1680-1800) was eertijds het lokaal voor de dekens der lakenwevers in de Belgische stad Leuven, gelegen in de Naamsestraat.

## Historiek
Oorspronkelijk zetelden de dekens van de lakenwevers in de Lakenhal in de Naamsestraat in Leuven. De 8 dekens hadden er elk hun bureau en vormden samen een rechtbank voor lakenwevers (vanaf de 14e eeuw). Vier dekens waren afkomstig van de patriciërs van Leuven, de 4 andere dekens waren ambachtslui.
In 1679 palmde de universiteit van Leuven de Lakenhal in voor haar studieactiviteiten. De Lakenhal was gelegen in de Heverleesestraat, sinds de 19e eeuw Naamsestraat genoemd. Tevoren betrok de universiteit er enkele lokalen; voortaan bezat zij de hele Lakenhal. Als schadeloosstelling kocht de universiteit 2 huizen aan de overzijde van de straat, het Steenken en het Schilt van Loven. Deze huizen stonden naast het stadhuis van Leuven. Het stadsbestuur kocht een 3e huis voor de lakenwevers, namelijk het huis de Olifant in de Muntstraat. De 2 huizen in de Naamsestraat werden afgesmeten en maakten plaats voor een nieuw kantoorgebouw in 1680. Het 3e huis, De Olifant, werd de conciërgerie van de dekenij. De dekenij geeft uit op het Vrijthof van het stadhuis.
De architect Vincent Anthoni, officiële architect van de Spaanse koning Karel II in Brussel, tekende de plannen zowel voor de herinrichting van de Lakenhal als voor de bouw van de dekenij. In 1682 weigerde het stadsbestuur van Leuven de factuur van de architect te betalen omdat ze buitensporig hoog was. De Raad van Brabant besliste in zijn vonnis dat Vincent Anthoni toch uitbetaald moest worden.
Het Frans bestuur in Leuven schafte eind 18e eeuw de gilden af. In de 19e eeuw huisvestte het stadsbestuur van Leuven in het gebouw achtereenvolgens de academie voor schone kunsten, de politie en de stedelijke administratie. In 1938 werd het huis De Olifant met zijn traptoren afgebroken voor de bouw van een stadskantoor. De dekenij bezit sindsdien slechts één vleugel, die in de Naamsestraat. Kort nadien werd deze vleugel een beschermd gebouw.
Tegenwoordig is de balie van de Toeristische Dienst van Leuven er te vinden.